# Sigeberht (roi d'Est-Anglie)
Vous lisez un « bon article » labellisé en 2016.
Pour les articles homonymes, voir Sigebert.
Sigeberht ou Sigebert est roi d'Est-Anglie au début des années 630. Son règne, principalement connu grâce à l'Histoire ecclésiastique du peuple anglais de Bède le Vénérable, est marqué par la conversion définitive de son royaume au christianisme.
Selon les sources, Sigeberht est le fils ou le beau-fils de Rædwald. Son nom suggère un lien avec le royaume d'Essex ou la dynastie mérovingienne. Exilé en Francie sous le règne d'Earpwald, fils et successeur de Rædwald, il y reçoit le baptême et une éducation chrétienne. Il monte sur le trône d'Est-Anglie après la mort d'Earpwald. Dès son avènement, il demande à Félix de Burgondie d'évangéliser son royaume. Il institue des écoles pour enseigner le latin, sur le modèle de celles qu'il a connues dans les royaumes francs.
Vers 632 ou 634, il abdique en faveur d'Ecgric, qui régnait jusqu'alors à ses côtés, et se retire dans un monastère. Quelques années plus tard, l'Est-Anglie est attaquée par les armées de Penda, roi païen de Mercie. Sigeberht est tiré de sa retraite pour mener ses anciens sujets au combat, mais Ecgric et lui sont vaincus et tués. Il est vénéré comme martyr après sa mort.

## Biographie

### Origines
Les origines de Sigeberht sont mal connues. D'après Bède, il est le frère d'Earpwald et le fils de Rædwald, qui règne sur l'Est-Anglie de 599 à 624 environ. Cependant, les chroniqueurs Guillaume de Malmesbury et Jean de Worcester affirment que Sigeberht est le beau-fils de Rædwald et non son fils. L'onomastique semble en faveur de cette idée : le nom Sigeberht ressemble davantage à ceux des souverains du royaume d'Essex ou des royaumes francs qu'à ceux des membres de la dynastie est-anglienne des Wuffingas. Néanmoins, puisque cette information ne figure que dans des sources postérieures à la conquête normande de l'Angleterre, les historiens la considèrent avec méfiance.
Sigeberht est contraint de s'exiler chez les Francs « pour fuir l'hostilité de Rædwald » selon Bède. C'est peut-être un élément en faveur de la théorie du beau-fils : en le chassant du royaume, Rædwald cherche peut-être à assurer la succession de son fils Earpwald, un véritable membre de la dynastie des Wuffingas. Sigeberht reste en exil tout au long du règne d'Earpwald, et c'est durant cette période qu'il reçoit le baptême. Son père s'était converti, mais sans totalement abandonner l'ancienne religion païenne, et son frère n'est baptisé qu'après son avènement. Durant son exil, Sigeberht devient un homme pieux et cultivé. Les écoles religieuses qui enseignent la lecture et l'écriture du latin font forte impression sur lui.

### Avènement

Le royaume d'Est-Anglie au VIIe siècle.

Après sa conversion, Earpwald est assassiné par un païen nommé Ricberht, qui s'empare peut-être du pouvoir. Trois ans après la mort d'Earpwald, vers 630, Sigeberht rentre d'exil et monte sur le trône d'Est-Anglie. La réputation de grand chef militaire dont il jouit par la suite suggère que son arrivée au pouvoir s'est faite dans la violence.
Au cours de son règne, une partie du royaume est gouvernée par son « parent » Ecgric. Bède ne dit rien de lui, ce qui laisse à penser qu'il est resté païen, contrairement à Sigeberht. L'historien Steven Plunkett suggère qu'Ecgric pourrait être la même personne qu'un certain Æthelric qui figure dans la « Collection anglienne » comme fils d'Eni, le frère de Rædwald. Barbara Yorke souligne néanmoins que les éléments Ecg- et Æthel- sont bien attestés dans l'onomastique anglo-saxonne et qu'il n'y a aucune raison d'envisager une confusion entre les deux dans ce cas précis. Quoi qu'il en soit, si l'Est-Anglie est partagée entre les deux hommes, c'est clairement Sigeberht qui domine, car les effets de sa politique religieuse se font sentir dans tout le royaume. Sa conversion joue peut-être un rôle crucial dans son arrivée au pouvoir, puisqu'à l'époque, le plus puissant souverain d'Angleterre, Edwin de Northumbrie, est lui aussi chrétien, de même qu'Eadbald du Kent. La présence d'un converti sur le trône d'Est-Anglie ne peut que renforcer l'autorité d'Edwin. Ce dernier accorde la main de sa petite-nièce Hereswith à Æthelric, le fils d'Eni.

### La christianisation de l'Est-Anglie

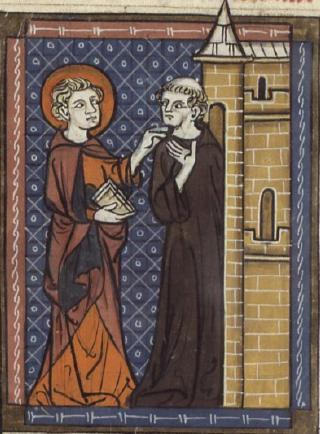
Saint Fursy et un moine, illustration du XIVe siècle.

D'après Bède, l'archevêque Honorius de Cantorbéry charge Félix de Burgondie d'assurer la propagation du christianisme dans le royaume de Sigeberht. Guillaume de Malmesbury raconte pour sa part que Félix accompagne Sigeberht à son retour d'exil. Cela situe l'avènement de Sigeberht en 629 ou 630, car Félix est évêque des Angles de l'Est pendant dix-sept ans, son successeur Thomas pendant cinq ans et son propre successeur Brigilsus pendant dix-sept ans jusqu'à sa mort, survenue vers 669. Le siège de l'évêché des Angles de l'Est est fixé à Dommoc, un lieu couramment identifié à Dunwich, dans le Suffolk, mais qui pourrait également correspondre aux actuelles Walton ou Felixstowe, également dans le Suffolk. Sigeberht assure l'avenir de l'Église dans son royaume à travers la fondation d'une école sur le modèle franc, où les élèves peuvent apprendre à lire et écrire le latin. Félix apporte son aide en recrutant des professeurs ayant officié dans le royaume du Kent.
La jeune Église est-anglienne s'inscrit clairement dans l'obédience de Canterbury et, au-delà, de Rome. Elle n'est pas pour autant insensible à l'influence du christianisme celtique ; Félix a d'ailleurs suivi l'enseignement du missionnaire irlandais Colomban à Luxeuil, en Bourgogne. Vers 633, un autre missionnaire irlandais, Fursy, arrive en Est-Anglie avec ses prêtres et ses moines. Sigeberht lui offre des terres où établir un monastère à Cnobheresburg, sur l'emplacement d'un ancien fort romain. Ce site correspond probablement à l'actuel village de Burgh Castle, près de Great Yarmouth. Félix et Fursy effectuent de nombreuses conversions et font construire nombre d'églises à travers le royaume. Bède signale que Félix et Honorius respectent grandement l'œuvre d'Aidan de Lindisfarne. Il est donc probable qu'ils respectent tout autant le travail accompli par Fursy, dont la communauté mène une vie conforme aux principes ascétiques du christianisme celtique.

### Abdication et martyre
Sigeberht finit par abdiquer, laissant le pouvoir à Ecgric pour se retirer dans un monastère qu'il a fait construire à cet effet. Bède ne mentionne pas le nom de ce monastère, mais des sources ultérieures affirment qu'il s'agit de Beodricesworth, le précurseur de la ville de Bury St Edmunds. C'est un site stratégique qui domine la vallée de la rivière Lark et offre un accès aisé vers les villes d'Ely, où un monastère établi par Augustin de Cantorbéry est peut-être déjà en place, et de Soham, où se trouve un autre monastère peut-être fondé par Félix.
Quelque temps plus tard, peut-être au début des années 640, l'Est-Anglie est envahie par les armées de la Mercie. Ecgric se retrouve en infériorité numérique, et la situation est telle que Sigeberht est tiré de sa retraite pour diriger les opérations de défense, dans l'espoir que sa présence et le souvenir de ses anciennes prouesses militaires viennent galvaniser les Angles de l'Est. L'ancien roi a beau refuser, il est traîné de force hors des murs de son abbaye. Il refuse malgré tout de porter les armes, et se rend sur le champ de bataille muni d'une simple baguette. Sa présence ne suffit pas à empêcher la déroute de l'armée est-anglienne, et il meurt au combat, tout comme Ecgric. Sigeberht accède ainsi au statut de martyr. Un dicton le mentionne parmi les rois vengés lorsque Penda de Mercie est à son tour tué lors de la bataille de la Winwæd, en 655,.
L'Église d'Est-Anglie établie par Sigeberht survit pendant deux siècles. La succession épiscopale finit par être interrompue lors de l'invasion de la Grande Armée païenne des Vikings, dans les années 860. Sigeberht est considéré comme un saint après sa mort, mais il ne subsiste guère de traces de son culte. Sa fête est située le 29 octobre dans les Acta Sanctorum, le 16 janvier ou le 27 septembre dans d'autres sources.